# (2326) Tololo
(2326) Tololo (1965 QC; 1931 RZ; 1936 SF; 1941 SF2; 1969 MB; 1973 GH1; 1979 MB) ist ein Asteroid des äußeren Hauptgürtels, der am 29. August 1965 im Rahmen des Indiana Asteroid Programs am Goethe-Link-Observatorium in Brooklyn, Indiana (IAU-Code 760) entdeckt wurde. Durch das Indiana Asteroid Program wurden insgesamt 119 Asteroiden neu entdeckt.

## Benennung
(2326) Tololo wurde nach dem Cerro Tololo Inter-American Observatory benannt, das ungefähr 80 km östlich von La Serena in Chile liegt und am 23. November 1962 gegründet wurde. Es wird von der National Science Foundation finanziert und von der Association of Universities for Research in Astronomy (AURA) betrieben. Der Name wurde vom US-amerikanischen Astronomen Frank K. Edmondson vorgeschlagen.